# Marmosa de Pinheiro
La marmosa de Pinheiro (Marmosops pinheiroi) és una espècie d'opòssum de Sud-amèrica. Viu al Brasil, la Guaiana Francesa, la Guaiana i Veneçuela.